# Ritratto di donna Franca Florio
Il Ritratto di donna Franca Florio è un dipinto a olio su tela di Giovanni Boldini. Firmato e datato al 1924, fu però realizzato dall'autore nel 1901 e variamente ritoccato fino alla versione definitiva degli anni venti.

## Storia

### Sotto l'egida dei Florio

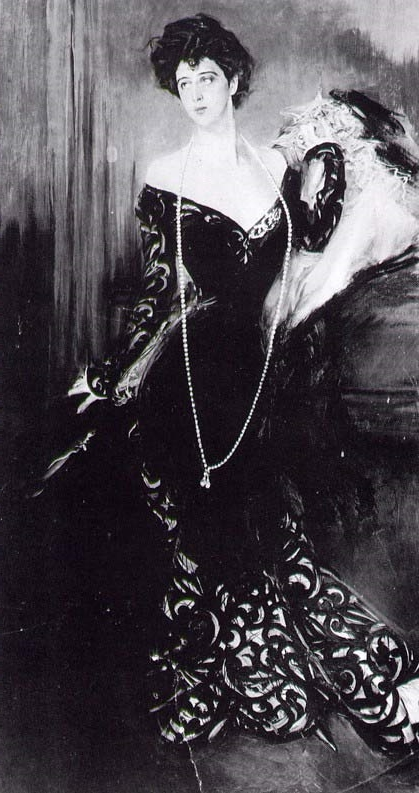
Fotografia della prima versione del 1901, esposta a Venezia nel 1903

La pennellata rapida ed eccentrica di Giovanni Boldini qui immortala donna Franca Florio, altrimenti nota come «regina di Sicilia». Discendente di una famiglia dell'aristocrazia siciliana ed entrata per matrimonio nella più ricca famiglia dell'imprenditoria dell'isola, donna Franca era l'indiscussa regina di tutti gli appuntamenti del bel mondo palermitano: parlava fluentemente quattro lingue e la sua intrigante bellezza ed eleganza avevano sedotto centinaia di uomini, primi tra tutti Gabriele D'Annunzio e Guglielmo II di Germania, per i quali era rispettivamente l'«Unica» e la «Stella d'Italia». Affascinante icona della Belle Époque, donna Franca era anche un'abile imprenditrice e, aiutando il marito Ignazio negli affari di famiglia, contribuì ad accrescere lo splendore del casato Florio e ad aumentare il prestigio internazionale della sua regione natia, la Sicilia.
Nel 1901 Ignazio Florio commissionò a Giovanni Boldini, il pittore ferrarese che si era dedicato con successo crescente a ritrarre la mondanità parigina, un dipinto che immortalasse degnamente la radiosa bellezza ed eleganza della moglie. Boldini, artista animato da un'effervescente vocazione alla mondanità, non se lo fece ripetere due volte e nello stesso anno si trasferì da Parigi a Palermo, dove fu ospite dei Florio, realizzando così il ritratto. La versione originale dell'opera raffigurava donna Franca fasciata da un regale abito da sera nero impreziosito da vari ricami dorati, munito anche di maniche lunghe con intarsi ai polsi. In seguito a vari ripensamenti, Boldini sarebbe intervenuto sulla tela altre due volte, inserendovi una seggiola e scoprendo le braccia della nobildonna, aggiornando il vestiario alla moda degli anni venti.
Le analisi a raggi X hanno accertato che del dipinto esiste una sola versione, rinnegando così una certa aneddotica secondo cui Ignazio Florio, oltraggiato dalla valenza osé della tela attuale (considerata erroneamente la «prima versione»), commissionò all'artista un altro dipinto, stavolta meno provocante, con l'allungamento della veste e l'alzata della spallina. Questa «seconda versione», esposta a Venezia e documentata da un'unica foto superstite, stando alla biografia tradizionale sarebbe poi andata misteriosamente perduta. In seguito ad alcuni accertamenti condotti nel 2017 dagli studiosi dell'università La Sapienza, tuttavia, è stato possibile smentire definitivamente questa versione dei fatti, accertando che in realtà il Ritratto di donna Franca Florio non è altro che una stratificazione di tre versioni diverse sullo stesso supporto:
(Matteo Smolizza)

### Percorso collezionistico
La tela, esposta alla Biennale di Venezia nel 1903, fu dunque portata a compimento solo nel 1924: in quell'anno, tuttavia, il casato dei Florio stava soffrendo un atroce tracollo economico ed era perciò impossibilitata all'acquisto. Boldini, pertanto, si ritrovò costretto a vendere la tela nel 1927-28 al Barone Rothschild, che la porto con sé in America. L'opera fu dunque rimessa in vendita da Christie's dai discendenti di Rothschild il 1º novembre 1995, per poi ricomparire sulle aste il 25 ottobre 2005, quando fu battuta da Sotheby's a New York e acquistata per la bella cifra di ottocentomila euro dalla Società Acqua Marcia di Francesco Bellavista Caltagirone, titolare di diversi alberghi di lusso in Sicilia. Fu in questo modo che il Ritratto di donna Franca Florio — anche se precluso al pubblico — ritornò a Palermo, essendo esposto in una sala del Grand Hotel Villa Igea, antica residenza dei Florio.
Nel 2017 il Ritratto di donna Franca Florio venne nuovamente messo all'asta, nell'ambito delle procedure di liquidazione degli arredi artistici e antiquariali degli alberghi della società di Caltagirone, fallita in quell'anno. Furono portate avanti numerose campagne di sensibilizzazione e crowdfunding, promosse anche da personalità come Nello Musumeci e Vittorio Sgarbi, per acquistare il Ritratto di donna Franca Florio e ricondurlo a Palermo, evitando che l'opera finisse in una collezione privata.
Il 30 aprile l'offerta vincente di 1.133.000 euro fu effettuata dai marchesi Marida e Annibale Berlingieri e la tela è stata così esposta presso Palazzo Mazzarino, a Palermo.

## Descrizione

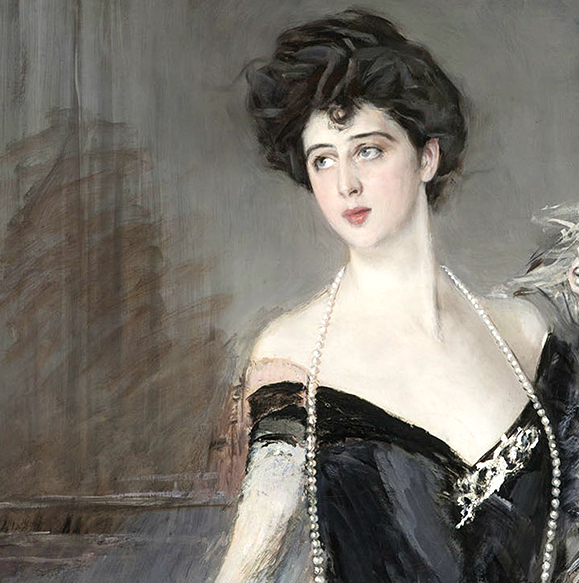
Ritratto di donna Franca Florio, dettaglio

Magistrale cantore della «Palermo felicissima» della Belle Époque, qui Boldini sembra rispondere alla sognante definizione che il poeta Gabriele D'Annunzio diede di donna Franca Florio: «È unica. Una creatura che svela in ogni suo movimento un ritmo divino». Nel Ritratto di donna Franca Florio, infatti, si riconosce pienamente la poetica della femminilità boldiniana, tanto è vero che l'opera non esita ad esaltare lo stupefacente charme della ritrattata, ma introduce anche elementi di antesignana modernità, liberando senza falsi pudori una femminilità che emerge in maniera forse civettuola, ma per nulla volgare.
A seconda della tecnica, a tratti sommaria, altre volte invece descrittiva e attenta ai dettagli, Boldini sembra inoltre indicare all'osservatore quei brani pittorici che hanno particolarmente catturato la sua attenzione: è il caso del viso, di un candore perlaceo, dove risaltano le labbra vermiglie percorse da un impercettibile sorriso e i profondi occhi grigi, e della pesante e imponente collana, lunga ben sette metri e contenente 365 perle, una per ogni giorno dell'anno o - come riportano le leggende - per ogni lacrima versata dalla donna a causa dei libertinaggi del marito.
Il corpo di Franca, avvolto nelle pieghe vorticistiche dell'abito di velluto nero, viene invece delineato da pennellate lunghe e scattanti, a ragione definite dai critici come «sciabolate», con le quali Boldini sembra «cristallizzare» nel tempo la splendida apparizione della sua musa. L'eleganza elettrica delle pennellate boldiniane, che con il loro rapido succedersi ricolmano la tela di una grande carica energetica, è oggetto di una meditata e profonda dichiarazione di Gaetano Boldini, fratello del pittore, rilasciata nel 1926 per un'intervista giornalistica: «Molto strano era il suo modo di dipingere giacché egli non faceva posare il modello ma voleva che si muovesse dinanzi a lui per imprimere i tratti vitali con maggiore evidenza sulla tela».